# Derby, Western Australia
Derby är huvudort i den australiska kommunen Derby-West Kimberley Shire och har omkring 3 500 invånare. Söder om staden finns en flygbas som utsattes för japanska flyganfall under kriget, och som på senare tid tjänstgjort som flyktingförläggning. Derby är också ett centrum för regionens flygburna sjukvårdstjänst.